# Ancient Domains of Mystery
Ancient Domains of Mystery (сокращенно ADOM) — компьютерная ролевая игра в жанре Roguelike, созданная Томасом Бискупом. Игра портирована на многие платформы (Windows, несколько версий Linux, MS DOS, NetBSD, OS X, AmigaOS и др.). ADOM поддерживает режимы ASCII и тайловой графики для отображения мира и фактически полностью удовлетворяет всем требованиям Roguelike игр согласно Берлинской интерпретации.
До 2015 года игра развивалась и распространялась бесплатно по принципу postcardware. Последняя бесплатная версия (1.15.2) доступна на официальном сайте.
16 ноября 2015 года игра вышла на Steam и в дальнейшем распространяется по принципу shareware.
В отличие от большинства игр жанра — исходные коды не доступны. Многие игровые моменты и механика были вычислены тщательными экспериментами игроков и исследованием дизассемблированного кода программы, хотя даже последнее не позволяет раскрыть всех тайн ADOM, например, где находится свиток всемогущества (scroll of omnipotence).
Интерфейс игры англоязычный, и базовое знание языка имеет важное значение. Но, вместе с тем, локализаций не планируется. Это разработчик обосновывает тем, что игра имеет большую сложность (более 200 000 строк кода).
В начале 2000-х гг. существовало две версии русифицированной игры — ZADOM и Adomrus, которые были выполнены дизассемблированием оригинального ADOM версии 0.9.9.

## История
Разработка ADOM началась в 1994 году и в этом же году состоялся первый выпуск игры. В дальнейшем, до ноября 2002 года игра регулярно обновлялась. Впоследствии, развитие было заморожено приблизительно на 9 лет. В июле 2012 года Томас Бискуп начал кампанию на Indiegogo по сбору средств для возрождения ADOM, которая успешно завершилась. В дальнейшем, во время разработки были добавлены тайловая графика, музыка и звук, а общим итогом стал выпуск игры на Steam 16 ноября 2015 года.

## Разработка и версии игры
Разработка игры началась 12 июля 1994 года и продолжается по настоящее время.

### Классический ADOM
Классический вариант игры регулярно дополнялся и развивался до 20 ноября 2002 года.
Изначально ADOM написан на языке C с применением системой сборки GNU make, компиляция игрового мануала представляла собой один скрипт на языке Perl, а для печати использовалась библиотека NCurses. Оригинальная сборка создавалась на Linux.
Автором игра была собрана для DOS с помощью DJGPP и библиотеки PDCurses. Портирование на Amiga проводилось с использованием GCC компилятора и с подключением к работе Йохена Тештиге (Jochen Terstiege). Йохен в дальнейшем отвечал за портирование, которое проводилось в том числе и с помощью энтузиастов. В результате игра была доступна на множестве платформ, в которые входят OS/2, Unix, Solaris/SPARC, BeBox, Falcon, Windows 95, Windows NT, HPUX/DEC ALPHA, Macintosh, Nextstep, SGI, SunOS/Solaris 1.x/2.x, Archimedes, UnixWare, IBM AIX, MacLinux, MVS, AIX 4.1.x, 4.2.x, 4.3. При этом для них дальнейшая поддержка не гарантировалась.
Изначально ADOM не разрабатывался для мультиплеера. В связи с этим поддержка его затруднительна и отсутствует в том числе и по настоящее время.
Игра использует только английский язык и не подготовлена к поддержке множества языков. Это автор обосновывает разностью языковых грамматик, отсутствием поддержки кодировок символов (используется только 7-bit ASCII), необходимостью постоянного наличия качественного перевода (из-за регулярных обновлений игры) и закрытостью исходного кода.

### JADE/ADOM II
Продолжением игры ADOM является написанная на Java игра ADOM II (ранее называлась JADE (Java based Ancient Domain Engine) но автор решил сменить название для лучшей узнаваемости). Хотя первые анонсы JADE появились в 1998 году, первый тестовый релиз Томас Бискуп выпустил только 2 июля 2011 года. Опубликована документация по java-классам движка Jade, возможно будет опубликован его исходный код. В настоящее время реализовано как Java Web Start-приложение. Текущая версия ADOM II — 0.3.2.

### ADOM Deluxe
ADOM Deluxe — это версия, распространяемая через Steam. Она по функциональности геймплея во многом совпадает с классическим вариантом (ADOM Classic).
На момент выпуска ADOM Deluxe от ADOM Classic имела следующие отличия:
- Наличие достижений.
- Появление душ погибших игроков (можно встретить погибшего игрока и сражаться с ним за его имущество) и обмен душами игроков (миграция погибших персонажей на другие компьютеры игроков Steam и там они появляются как враги).
- Настройка уровней сложности (порча, сложность монстров, количество сокровищ и т. п.).
- Story mode (возможность загрузки и записи игры с отключением необратимой смерти; то есть в ADOM Classic запись всегда записывает только последний момент, а загрузка только с него).
- Challenge mode (каждую неделю фиксация в рекордах самых высоких заработанных очков, при этом каждую неделю стартовые параметры фиксируются заново).
- Exploration mode (позволяет исследовать различные особенности игры: персонажу дается предмет wand of wishes (волшебная палочка), с помощью которого можно желать получить новые артефакты, изменять свойства имеющихся предметов и т. д.).
- Crowd Mode (одновременно играющие друзья в Steam помогают друг другу, но без прямого взаимодействия)[22].
- Доработан графический интерфейс пользователя.

После выпуска автором было заявлено о дальнейшем развитии и дополнении ADOM Deluxe.
ADOM Deluxe считается первой Roguelike игрой, выпущенной на Steam, которая имеет классический Roguelike интерфейс (двумерная ASCII-графика без графических элементов).

## Особенности игры

### Игровой процесс
Игроку предстоит остановить силы Хаоса, терроризирующие мир Анкардии (Ancardia).
В своём путешествии игрок посетит множество подземелий и выполнит много квестов. В каждом квесте выбор игрока будет отражаться на мировоззрении персонажа, которое изменяется по оси «закон-хаос». Мировоззрение может влиять на благосклонность богов и на отношение к вам некоторых NPC. ADOM имеет структуру, ориентированную больше на квесты, чем на истребление монстров, поэтому мировоззрение играет важную роль, например, открывая доступ к одним квестам и закрывая к другим.

### Генерация персонажа
В начале новой игры сообщается, под каким знаком зодиака рождён новый персонаж — и в соответствии с этим изменяются некоторые его характеристики: например, родившиеся под знаком Ворона получают бонус к скорости, а под знаком Свечи — быстрее лечатся. Кроме того, начало игры — единственный момент, когда учитывается системная календарная дата. Очень хорошо начинать игру в день рождения создателя игры, и очень плохо — в пятницу, 13.
Далее наступает очередь игрока, которому предстоит создать себе героя, выбирая пол, расу и класс персонажа. Каждая раса даёт определённые преимущества. Выбор велик: человек, несколько видов эльфов, гномов, традиционно «злых» видов существ, и т. п. Класс можно выбрать из списка, содержащего 2 десятка профессий, как вполне традиционных для такого рода игр, так и весьма необычных, вроде фермера, кузнеца или купца. Выбранные раса и класс определяют набор навыков, часть из которых гарантирована для этой комбинации, часть — нет, и какие-то — гарантированно не даются. Навыки имеют разную относительную ценность: от почти бесполезного «садоводства» до почти обязательной «грамотности». Некоторые из навыков, которые не были предоставлены при генерации персонажа, могут быть получены по ходу игры. Важную роль также играет уровень развития навыка, который тренируется успешным применением. Кроме того, при создании персонажа игрок может повлиять на его начальные характеристики, ответив на ряд вопросов.
Начиная с версии 1.1.0 в игру добавлена система талантов — специальных способностей, которые игрок может выбрать через каждые три уровня опыта: повышение скорости, увеличение наносимого урона, склонность к использованию определённого вида оружия, возможность поднимать больше груза, лучше молиться, и т. п.

### Игровой мир
В ходе игры персонаж передвигается по некоторой долине, имеющей холмы, равнины, дороги, реку, и по краям — непроходимые горы. В долине расположена пара деревень, несколько фиксированных «плоских» локаций, а также в разных местах долины находятся спуски в отдельные пещеры классического для жанра вида. Некоторые пещеры не доступны сразу, а появляются только после получения информации об их местонахождении. Большая часть долины характеризуется в игре как «дикая местность».
Карта долины имеет фиксированный вид, а вот большинство пещер генерируются заново для каждой игры, и после генерации остаются неизменными. Персонаж, путешествующий по долине, и не находящийся у входа в пещеру или в какую-либо специальную локацию, может «войти внутрь» той клетки, на которой находится — и оказаться там же, но с изменённым масштабом. Становятся видны отдельные деревья, или камни, или лужи — в зависимости от того типа местности, где находится персонаж. Игрок может войти в такой режим, чтобы отдохнуть, поколдовать, рассортировать вещи и выбросить не нужное — а может быть и насильно втянут в эту местность какими-нибудь монстрами, которые устроили ему засаду. Несмотря на связующую роль «дикой местности», основные действия игры происходят в пещерах.

### Порча
Пока силы Хаоса не остановлены (то есть, фактически, до конца игры) у персонажа постоянно накапливается «порча». Скорость её накопления зависит от местонахождения персонажа и от его действий. При накоплении определённых уровней «порчи» у персонажа появляются случайные мутации, которые, в общем случае, работают против игрока, а в конечном итоге — превращают его в полуразумную агрессивную «судорожную массу изначального хаоса» (что по правилам игры засчитывается как поражение, эквивалентное смерти). Этот эффект косвенным образом ограничивает максимальное время игры. В связи с этим особой ценностью в игре становятся средства борьбы с порчей, которые крайне редки и труднодоступны.
Хотя большинство мутаций являются вредными, обычно в них присутствует и положительная составляющая. Например, выросшие на ногах копыта уменьшают ловкость, но увеличивают повреждения, наносимые при ударе ногой.

### Инвентарь
Количество предметов в инвентаре не ограничено количественно, но имеет ограничения по весу. При увеличении нагрузки сверх допустимой, она начинает оказывать на персонажа негативные эффекты. Герой может даже погибнуть под грузом своих вещей, либо провалиться под лёд при попытке форсировать водную преграду магией холода.
Большинство полученных в ходе игры предметов сначала будут иметь неопределённые характеристики — для оружия и брони не известны точные значения повреждения и защиты, для свитков, зелий и магических жезлов не ясен эффект от их применения. Часто достаточно применить такой предмет, чтобы узнать его характеристики, но броня и оружие могут оказаться «проклятыми» (работают хуже, чем обычные, или приносят явный вред, и при этом, надев, их невозможно снять), а зелье, заклинание и магический жезл — оказаться опасными для игрока, да ещё и потратятся. Для решения этой проблемы, как и во многих других такого рода играх, используется «заклинание идентификации», которое, однако, далеко не всегда легко доступно в начале игры.
Все предметы могут быть «обычными», «благословлёнными» или «проклятыми». Изначально статус предмета определяется случайным образом, но игрок может влиять на него различными способами. Благословлённые предметы работают значительно лучше чем обычные, а проклятые — заметно хуже, и не могут быть сняты после того, как их надели или взяли в руки. К счастью, «статус» предметов легко можно проверить на алтаре божества, которому поклоняется персонаж.
В ряде случаев вещи персонажа могут погибнуть от жары, воды, кислоты и других факторов (даже находясь в рюкзаке). От этого застрахованы только «артефакты» — неуничтожимые неизменяемые предметы, существующие в единственном экземпляре, обладающие обычно улучшенными характеристиками. Обладание артефактами, таким образом, является важным подспорьем для прохождения особо опасных локаций.
Большинство предметов состоят из определённого материала — железо (либо дерево для щитов и стрел, кожа и ткань для одежды), мифрил, адамантий, этерниум, кристалл, камень, либо истинное серебро; для свитков, жезлов, склянок с зельями, амулетов и артефактов также возможны стекло, бумага и золото. Материал влияет как на склонность предмета к разрушению под действием среды, магии, атак и ловушек, так и на его вес и возможность перековки.

### Тактические режимы боя
В процессе игры игрок может выбрать для своего персонажа один из семи тактических режимов боя, меняющие баланс между силой атаки и эффективностью защиты персонажа. Например в режиме «берсерк» персонаж будет наносить максимальные повреждения врагу, игнорируя собственную защиту, а в режиме «трус» — концентрируется на избегании атак противника, но почти не наносит врагу повреждений. Режим не влияет на эффективность атакующих заклинаний — только на «физические» атаки. Переключение режима не отнимает игрового времени, и игрок может выставлять уровень отдельно для каждой атаки.

### Враги
Набор врагов в игре в основном соответствует жанру. Персонаж, встретив врага нового типа, может получить о нём какое-то первичное впечатление, использовав команду «посмотреть». При повторных встречах информация становится более подробной — персонаж со временем запоминает типичную скорость подобного рода врагов, среднее и максимальное повреждение и т. п.. Однако враги тоже получают опыт, и их характеристики растут по мере того, как игрок убивает их сородичей и продвигается в более глубокие подземелья и локации, богатые более качественным, разнообразным и полезным «лутом». В результате враги, особенно те, которые относятся к многочисленным типам, быстро размножаются или часто призываются другими монстрами (крысы, шакалы, гремлины), уже к середине игры становятся чрезвычайно опасными. В числе информации, предоставляемой командой «посмотреть», есть опыт монстра: неопытный, немножко опытный и т. д. Встретив на пути «экстремально опытного» гремлина, персонаж умелого игрока благоразумно отступит в сторону, не пытаясь выяснить, сколько «критических ударов» подряд нанесёт эта милая зверюшка.
Некоторые монстры обладают специальными видами атаки, способными убить за один ход даже продвинутого героя. Для противодействия им игрок должен заранее предпринять специальные шаги — иногда надеть конкретный амулет, иногда заткнуть уши и т. д.
Трупы монстров часто являются источником пищи для персонажа, а иногда и добавляют ему особые качества (скорость, мана, иммунитет к силам стихий, контроль телепортации и др.). Впрочем, некоторые трупы ядовиты или не могут быть съедены по ещё каким-либо причинам.

#### Кошки
Семейство кошачьих (кошки, тигры, львы и т. п.) находится на особом положении в ADOMе. Их судьба не безразлична некоему «Хозяину Кошек» (англ. Cat Lord), с которым персонажу предстоит встретиться к середине игры. Если игрок убьёт в ходе игры хотя бы одного представителя кошачьих — ему придётся биться с Хозяином Кошек, а если не убивал — получит от него уникальное волшебное кольцо.

### Религия
В зависимости от мировоззрения, персонаж поклоняется некоторому божеству, в игре их немало (по одному божеству Закона, Хаоса и Баланса для каждой игровой расы). В ходе игры божеству можно приносить жертвы, завоёвывая таким образом его расположение. В ответ божество может наделять персонажа полезными благословениями, короновать и наделить дарами как своего послушника-чемпиона и даже оказывать помощь игроку, особенно в минуты крайней нужды.

## Восприятие
| Иноязычные издания   | Иноязычные издания                                                                     |
| Издание              | Оценка                                                                                 |
| -------------------- | -------------------------------------------------------------------------------------- |
| RELOADED.org         | 3,7/5                                                                                  |
| Награды              |                                                                                        |
| Издание              | Награда                                                                                |
| Rock, Paper, Shotgun | Рейтинг лучших ролевых игр всех времён для персональных компьютеров (2015), 36-е место |

Интервьювер автора игры в 1998 году сообщил, что несмотря на множество рогаликов, доступных в Интернете, ADOM является одним из самых лучших игр подземелий и драгоценным камнем среди рогаликов, который намного обходит коммерческие игры, такие как Diablo.
RPG Codex в 2015 году посоветовал любителям сыграть один раз, но без намерения выиграть, и при этом играть без сохранений несколько часов, не заглядывая в энциклопедии по игре и быть спокойным даже после двадцатой смерти. Если становится сложно и неинтересно, то попробовать посмотреть в справочную информацию, и если она не поможет, то попробовать поиграть во что-то другое.
В 2015 году издание Rock, Paper, Shotgun поставило Ancient Domains of Mystery на 36-е место своего рейтинга лучших ролевых игр всех времён.